# Julian Rataj

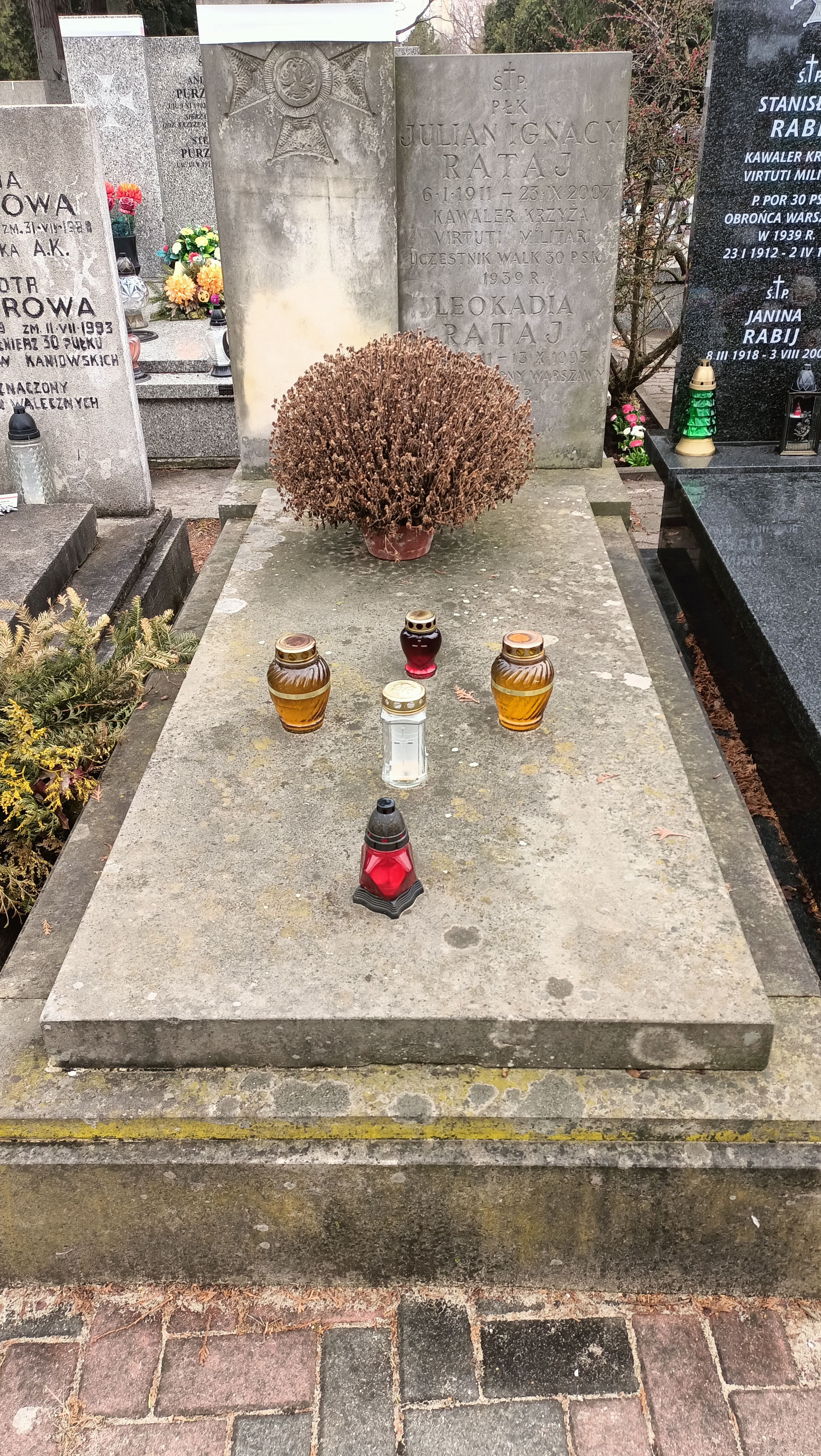
Grób Juliana Ignacego Rataja na Cmentarzu Wawrzyszewskim w Warszawie

Julian Ignacy Rataj (ur. 6 stycznia 1911 w Ropczycach, zm. 23 września 2007 w Konstancinie-Jeziornie) – pułkownik Ludowego Wojska Polskiego i działacz ruchu ludowego, ekonomista, poseł na Sejm Ustawodawczy RP (1947–1952).

## Życiorys
Urodził się w rodzinie chłopskiej na terenie zaboru austriackiego. Po ukończeniu ośmioklasowego gimnazjum humanistycznego podjął studia w Szkole Głównej Handlowej w Warszawie, gdzie udzielał się w organizacjach społecznych, m.in. „Bratniaku”. Podczas studiów pracował m.in. jako wolontariusz, udzielając pomocy warszawskim bezrobotnym.
Od 1933 do 1934 odbywał służbę wojskową w dywizyjnym kursie podchorążych rezerwy przy 28 Pułku Piechoty Strzelców Kaniowskich w Łodzi, później służył w 30 Pułku Piechoty na warszawskiej Cytadeli. W 1937 uzyskał stopień podporucznika rezerwy Wojska Polskiego.
Podczas wojny obronnej Polski w 1939 został zmobilizowany do 36 Pułku Piechoty, objął funkcję dowódcy plutonu moździerzy. Walczył w bitwie nazwanej później „Warszawskimi Termopilami”. W 1940 aresztowany i więziony w niemieckich obozach koncentracyjnych. Po wyzwoleniu centralnej Polski spod okupacji niemieckiej zaciągnął się do ludowego Wojska Polskiego, gdzie pełnił rolę oficera polityczno-wychowawczego. Był wykładowcą w I Oficerskiej Szkole Piechoty im. Tadeusza Kościuszki w Krakowie, a później lektorem w Głównym Zarządzie Politycznym Wojska Polskiego w Warszawie.
W sierpniu 1946 przeszedł na własną prośbę do rezerwy w stopniu majora. 19 stycznia 1947 został wybrany na posła na Sejm Ustawodawczy Rzeczypospolitej Polskiej z państwowej listy pod nazwą Blok Stronnictw Demokratycznych i Związków Zawodowych. Zasiadał w Komisjach Planu Gospodarczego i Skarbowo-Budżetowej. W 1951 z jego inicjatywy rozpoczęto budowę Domu Chłopa w Warszawie, którego następnie został dyrektorem.
Od lat 70. działał w organizacjach kombatanckich: początkowo w ZBoWiD, a później w Związku Kombatantów Rzeczypospolitej Polskiej i Byłych Więźniów Politycznych. Był przewodniczącym Klubu Żołnierzy i Rodzin Dawnego 30 Pułku Piechoty Strzelców Kaniowskich. Został awansowany do stopnia pułkownika rezerwy.
Od początku lat 90. prowadził działalność edukacyjną na terenie warszawskich szkół podstawowych i średnich, wygłaszając prelekcje na temat II wojny światowej. W ciągu niecałych dwudziestu lat wygłosił ponad 1240 wykładów. Regularnie brał udział w samorządowych uroczystościach gminy i dzielnicy Warszawa-Bielany upamiętniających bohaterów września 1939 przy obelisku na skwerze przy ul. Kasprowicza.
Zmarł jesienią 2007 w Ewangelicznym Domu Opieki „Tabita” w Konstancinie. Został pochowany na bielańskim cmentarzu Wawrzyszewskim.
Żonaty z Leokadią (1911–1995). Pozostawił po sobie córkę Marię Rataj-Guranowską – biologa i agrotechnika specjalizującego się w fitopatologii i ochronie roślin oraz syna Wojciecha – architekta.
Od końca lat 40. do swych ostatnich dni zamieszkiwał w Alei Przyjaciół w Warszawie, będąc w 2004 najdłuższej żyjącym tam mieszkańcem.